# Zwei Klavierstücke B. 188
Die Zwei Klavierstücke B. 188 sind Klavierstücke des Komponisten Antonín Dvořák, die 1894 entstanden sind.

## Hintergrund
Die Berceuse (G-Dur/Molto moderato) wurde um den 28./29. August komponiert, das Capriccio (g-Moll/Allegretto scherzando) am 7. September. Zu dieser Zeit befand sich Dvořák noch in den USA. Veröffentlicht wurde die beiden Stücke 17 Jahre später, als der Komponist selbst schon verstorben war und nachdem dem sein Verleger Nikolaus Simrock ebenfalls verstorben war. Ursprünglich dachte der Komponist daran, ein Zyklus zu verfassen Nachdem er seine Humoresken geschrieben hatte, gab er das Projekt jedoch auf.
Die Berceuse entspricht einem dreiteiligen Lied (ABA), steht der Gattung entsprechend im 2/4-Takt und besteht aus 94 Takten. Der Mittelteil (Takt 33–64) steht in g-Moll.
Das Capriccio steht ebenfalls im 2/4-Takt, hat das Schema ABABA und somit Charakterzüge eines Rondos, und besteht aus 112 Takten. Die B-Teile stehen jeweils in G-Dur und weisen gewisse Ähnlichkeiten mit einem Marsch auf.